# Biblioteka Ordynacji Krasińskich w Warszawie

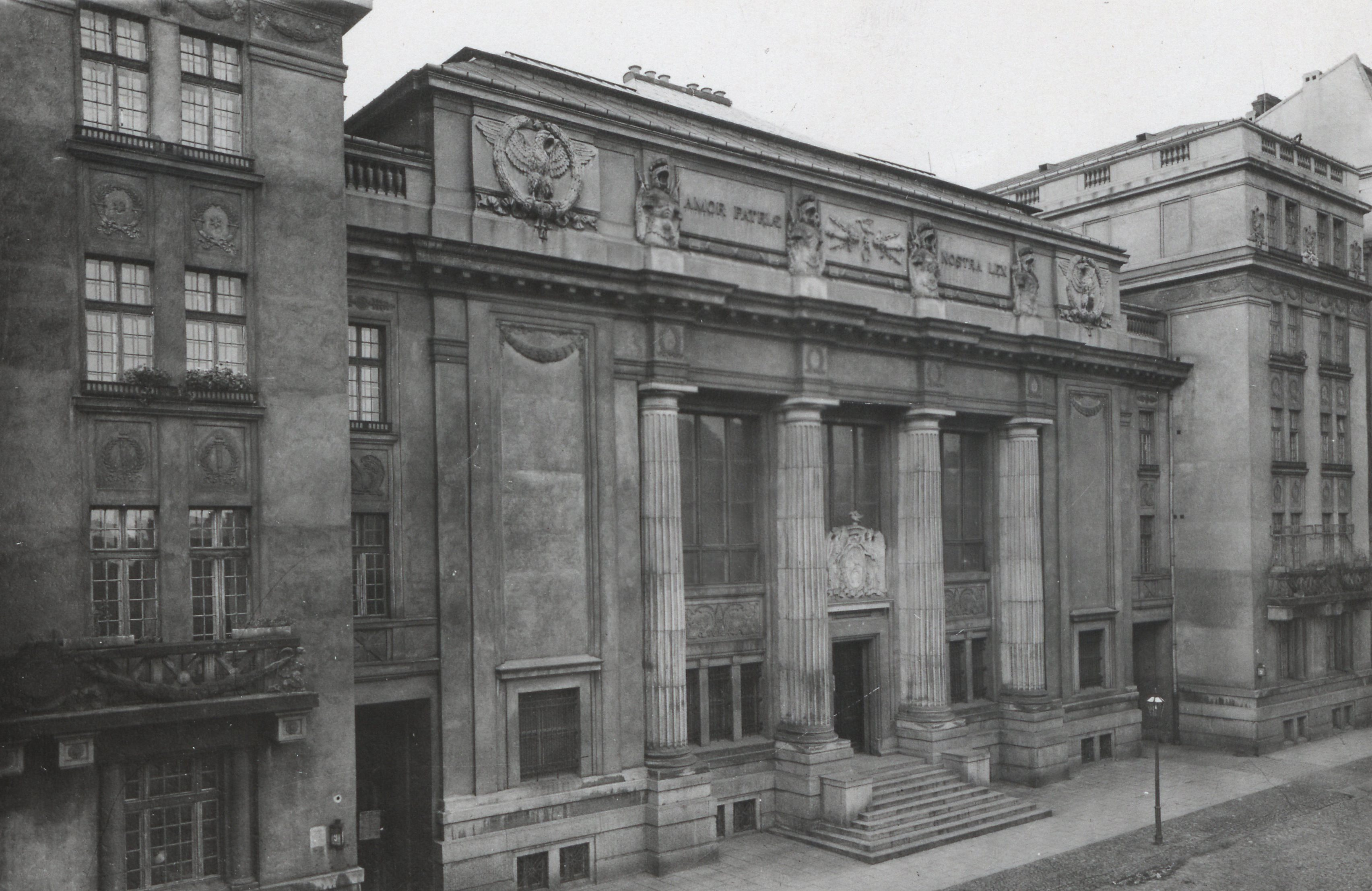
Gmach Biblioteki Ordynacji Krasińskich ok. 1930 roku

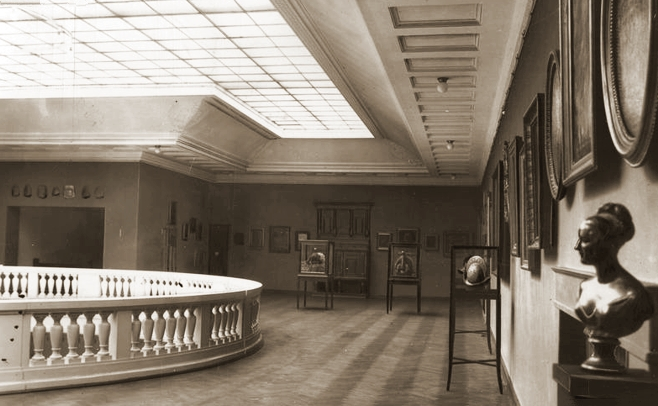
Hall II piętra biblioteki (1930)

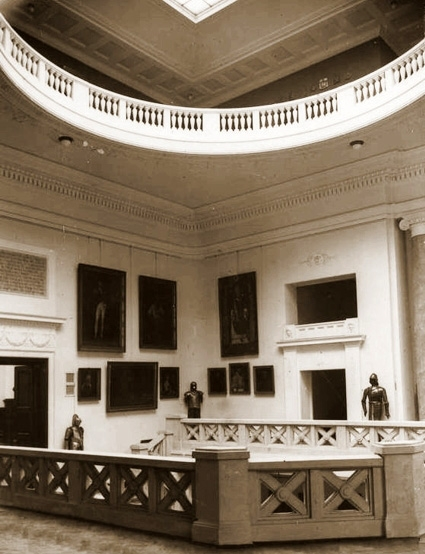
Hall I piętra biblioteki (1930)

Biblioteka Ordynacji Krasińskich w Warszawie – biblioteka istniejąca w latach 1844–1944. Jej twórcą był hrabia Wincenty Krasiński, który od początku XIX wieku gromadził zbiory artystyczne, muzealne i biblioteczne. Jej ostatnia siedziba mieściła się w specjalnie zaprojektowanym gmachu przy ul. Okólnik 9 w Warszawie.
25 października 1944, po kapitulacji powstania warszawskiego została spalona przez Niemców, wbrew postanowieniom układu kapitulacyjnego z 3 października 1944, zabezpieczającego ochronę zabytków, bibliotek i zbiorów archiwalnych przez okupanta.

## Historia
W 1844 Wincenty Krasiński utworzył Ordynację Krasińskich, która została ustanowiona jako właściciel biblioteki rodu. Publiczny charakter zyskała biblioteka ordynacka w 1860 roku, w związku z włączeniem do niej, z inicjatywy Ludwika Krasińskiego, kolekcji Konstantego Świdzińskiego. W latach następnych zbiory, udostępniane badaczom od roku 1863, rozrastały się zarówno dzięki systematycznym zakupom, jak i licznym darom, zapisom testamentowym i depozytom.
W pierwszej dekadzie XX wieku do rozwoju Biblioteki przyczynił się znacznie Adam Krasiński, porządkując sprawy finansowe, zatrudniając fachowy personel (w tym Franciszka Pułaskiego, początkowo jako bibliotekarza, później jako kustosza biblioteki) i wzbogacając zbiory m.in. o pamiątki po Zygmuncie Krasińskim, archiwum Małachowskich do XVIII wieku, archiwum Wojska Polskiego Królestwa Kongresowego (1814–1831) i kolekcje po Władysławie Pobóg-Górskim, Józefie Wolffie i Felicjanie Faleńskim. Kolejny okres świetności zapewnił bibliotece Edward Krasiński, ostatni ordynat opinogórski, pod którego opieką instytucja przetrwała I wojnę światową i pozostawała do roku 1940, gdy w kwietniu 1940 został aresztowany przez Gestapo i zmarł z wycieńczenia w niemieckim obozie koncentracyjnym KL Dachau.
Do zespołu bibliotekarzy Krasińskich należeli w różnym okresie: Władysław Chomętowski, Ignacy Janicki, Aleksander Rembowski, Zygmunt Wolski, Józef Kallenbach (dyrektor biblioteki), Stanisław Kętrzyński, Franciszek Pułaski, Ignacy Tadeusz Baranowski, Helena Drège, Jan Muszkowski, Witold Kamieniecki, August Zaleski i Maria Gorzechowska (1913-1914).
Siedziba Biblioteki mieściła się do roku 1913 w pałacu Krasińskich/ Czapskich przy Krakowskim Przedmieściu, w bocznym skrzydle od ul. Berga (obecnie Traugutta). Nowy gmach dla zbiorów bibliotecznych i muzealnych Ordynacji Opinogórskiej Krasińskich przy ul. Okólnik 9, ufundowany przez Edwarda Krasińskiego, ostatniego ordynata opinogórskiego, powstał w latach 1912–1914 według projektu Juliusza Nagórskiego. Jesienią 1913 roku przeniesiono tam zbiory i od stycznia 1914 udostępniano je w tymczasowej czytelni. Na rzecz Biblioteki Narodowej po 1918 roku przekazywano wiele zbiorów prywatnych m.in. w 1925 zasób Biblioteki Horynieckiej Ponińskich, którego zdecydowano się włączyć do zbiorów Krasińskich. Uroczyście przekazano do użytku całkowicie wykończony gmach Biblioteki i Muzeum Ordynacji Krasińskich w grudniu 1930. Budynek znajduje się w rejestrze zabytków
Podczas II wojny światowej biblioteka poniosła pierwsze straty (zburzenie części wystawowej gmachu i czytelni) już we wrześniu 1939 roku, podczas obrony Warszawy. W maju 1941 niemieckie władze okupacyjne włączyły ją do Staatsbibliothek Warschau, przeznaczając gmach na Okólniku na pomieszczenie zbiorów specjalnych trzech stołecznych bibliotek: Biblioteki Narodowej, Biblioteki Uniwersyteckiej i Biblioteki Ordynacji Krasińskich. Pozostałą część ordynackich zbiorów przemieszczono do gmachów BUW, SGH i do Muzeum Narodowego.
Cenne zbiory złożone na Okólniku w całości, od piwnic po strych, spalili Niemcy 25 października 1944 roku, po kapitulacji powstania warszawskiego, wbrew warunkom układu kapitulacji, nakładającym na okupanta obowiązek zachowania dóbr kultury miasta. Łącznie na Okólniku unicestwiono wówczas 26 000 rękopisów, 2500 inkunabułów, 80 000 starych druków, 100 000 rysunków i grafik, 50 000 nut i teatraliów, obszerne kolekcje map i atlasów oraz dużą część katalogów i inwentarzy.
Ogółem w czasie II wojny światowej biblioteka utraciła 62% swoich zbiorów (155 tys. z 250 tys. jednostek).
Po wojnie ocalałe zbiory przeniesiono do Biblioteki Narodowej. Najliczniejsze z nich były materiały epoki napoleońskiej i powstania listopadowego.
Odbudowany gmach w czerwcu 1948 przekazano Bibliotece Narodowej. Nad wrotami wejściowe umieszczono napis „Przebywanie w budynku zabronione. Budynek grozi zawaleniem”. Na jego fasadzie znajduje się maksyma: Amor Patriae Nostra Lex (Miłość Ojczyzny naszym prawem), dewiza rodowa Krasińskich, oraz dwukrotnie rodowy herb Ślepowron (w wersji szlacheckiej i hrabiowskiej) i sztukaterie przedstawiające wznoszące się do lotu białe orły.
W dwóch aneksach budowli (płd. i płn.), niegdyś także bogato ozdobionych sztukateriami w postaci orłów i girland (zachowała się tylko część girland na aneksie płn.) znajdowały się przed 1944 rokiem nowoczesne apartamenty, wynajmowane osobom ze sfer rządowych i dyplomatycznych, z których czynsz przeznaczony był na utrzymanie biblioteki.
Od lat 80. XX wieku budynek nie jest użytkowany.